# NGC 1223
NGC 1223 este o galaxie eliptică situată în constelația Eridanul. A fost descoperită în 1886 de către Francis Leavenworth. Se află la o distanță de 89,13 de megaparseci de Pământ.